# Castillo y murallas de Chelva

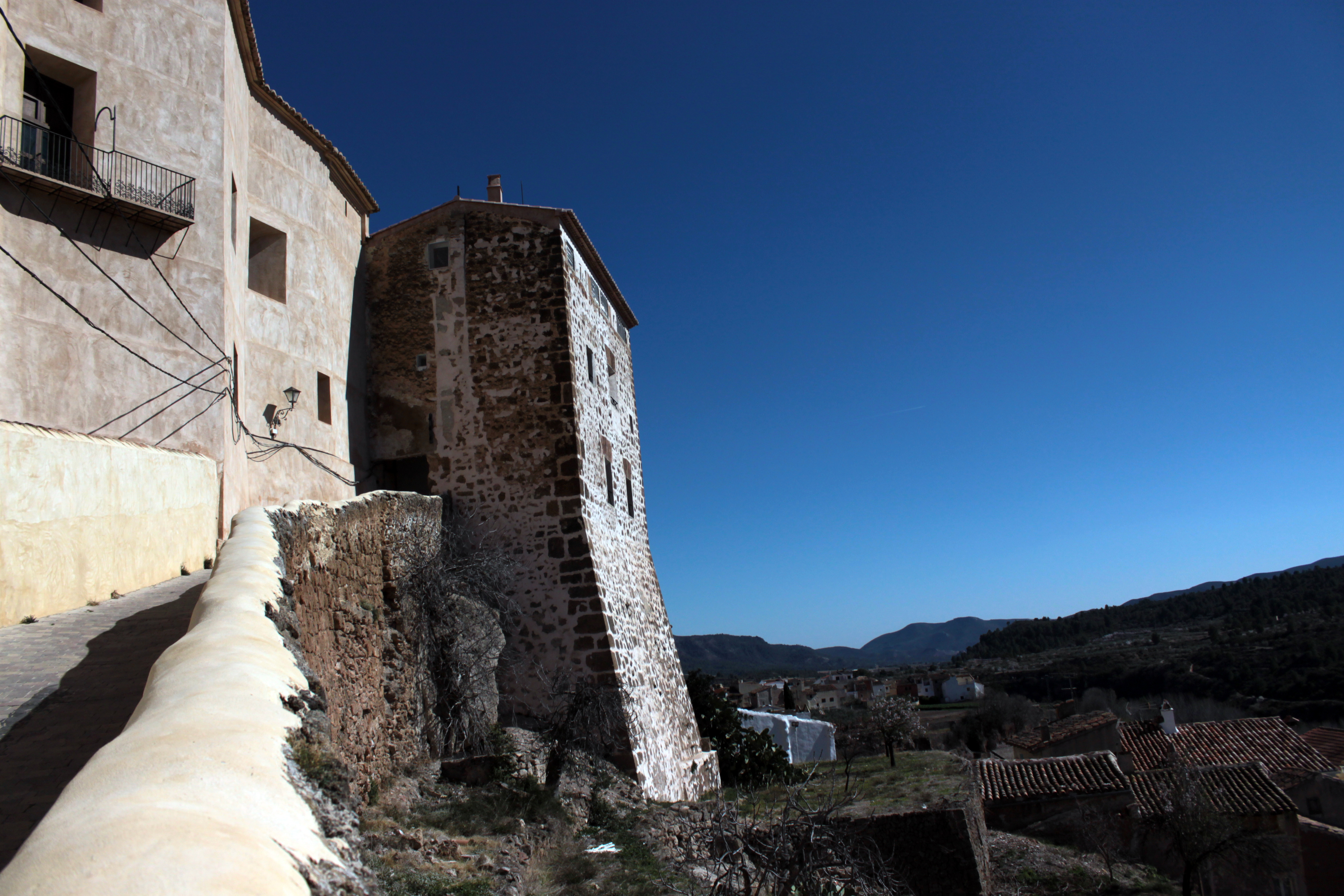
Muralla de Chelva en los muros del Palacio vizcondal.

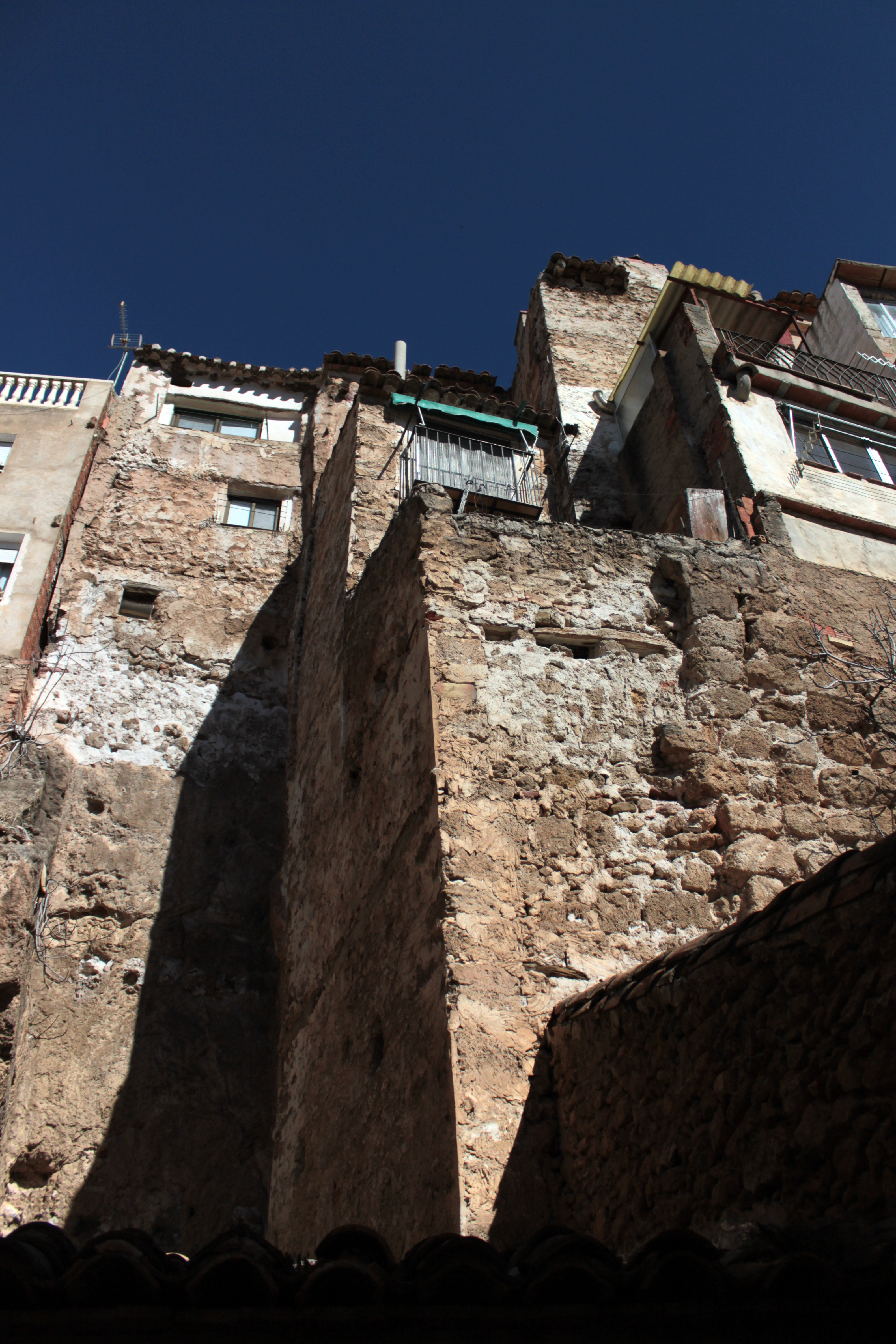
Muralla de Chelva en las actuales viviendas.

El Castillo y las murallas de Chelva conforman un bien de interés cultural inscrito con el código 46.10.106-004 y anotación ministerial R-I-51-0010723 de 19 de febrero de 2002.
El castillo es también conocido como la Antigua Posada o  Palacio de los Vizcondes de Chelva.

## Emplazamiento
Se encuentra en la Plaza Mayor de Chelva.

## Descripción
En época árabe, los muros rodeaban todo el peñasco, al menos por el sur, ya que en la parte norte falta un tramo. Es posible que ese tramo hubiera existido y sido destruido en alguna modificación urbanística posterior. Las murallas del lado sur tenían un espesor de 3,5 metros, las del lado norte de 2,45. La altura de ambas era de seis metros. Existe un torreón de 12 metros de alto con almenas-saeteras. Existieron más torreones. En el siglo XV, es posible que uno de ellos fuera transformado en iglesia
Alrededor del inicio del siglo XXI, el conjunto estaba repartido entre tres viviendas, un taller de carpintería y unos almacenes, además del torreón superviviente. En el lado norte se mantiene la muralla del siglo XI, mientras que al sur hay una fachada de final del siglo XIX o inicios del siglo XX.

## Historia
La fortaleza se construyó en el siglo XI. A fines de este último o principios del XIV, posiblemente como consecuencia de la conquista aragonesa, se derribaron parte de los muros. En el siglo XIX albergó una posada.